# Ryang Yong-gi
Ryang Yong-gi (en coreano: 량용기; Tadaoka, Osaka, Japón, 5 de enero de 1982) es un exfutbolista norcoreano que jugaba como mediocampista.

## Selección nacional
Fue internacional con la selección de fútbol de Corea del Norte en 26 ocasiones, marcando siete goles.

## Clubes
| Club           | País  | Año       |
| -------------- | ----- | --------- |
| Vegalta Sendai | Japón | 2004-2019 |
| Sagan Tosu     | Japón | 2020-2021 |
| Vegalta Sendai | Japón | 2022-2023 |

## Palmarés

### Campeonatos nacionales
| Título    | Club           | País  | Año  |
| --------- | -------------- | ----- | ---- |
| J2 League | Vegalta Sendai | Japón | 2009 |

### Copas internacionales
| Título                 | Equipo                       | País      | Año  |
| ---------------------- | ---------------------------- | --------- | ---- |
| Copa Desafío de la AFC | Selección de Corea del Norte | Sri Lanka | 2010 |

### Distinciones individuales
| Distinción                                             | Año  |
| ------------------------------------------------------ | ---- |
| Máximo goleador de la Copa Desafío de la AFC (5 goles) | 2010 |